# Easley Blackwood (kompozytor)
Easley Blackwood (ur. 21 kwietnia 1933 w Indianapolis, zm. 22 stycznia 2023) – amerykański kompozytor i pianista.

## Życiorys
Jako dziecko uczył się gry na fortepianie. Studiował w Tanglewood Music Center u Oliviera Messiaena (1949), na Uniwersytecie Yale u Paula Hindemitha i Bernharda Heidena (1950–1954) oraz w Konserwatorium Paryskim u Nadii Boulanger (1954–1957). Od 1958 do 1997 roku wykładał na Uniwersytecie Chicagowskim.
Występował z licznymi koncertami fortepianowymi jako solista i wspólnie ze skrzypaczką Esther Glazer. W jego repertuarze dominowała muzyka współczesna, zwłaszcza drugiej szkoły wiedeńskiej, Charlesa Ivesa i Pierre’a Bouleza.

## Twórczość
W swoich pracach stosował faktury polimetryczne i różnorodność przebiegów melodycznych. W latach 80. zainteresował się  systemem równomiernie temperowanym dzielącym oktawę na więcej niż 12 części. Skomponował wówczas 12 mikrotonowych etiud na dźwięki syntetyzowane elektronicznie (12 Microtonal Etudes, 1982), w których eksplorował jedną z 12 możliwości równomiernego podziału oktawy, w zakresie od 13 do 24 ćwierćtonów. W każdej z tych etiud wykorzystał charakterystyczne dla kontretnego strojenia cechy strukturalne, stosując równocześnie tradycyjne relacje diatoniczne i chromatyczne. W rezultacie uzyskał  dźwięki o tradycyjnej wysokości, jednak brzmiące inaczej z racji ich niekonwencjonalnego stroju .
Skomponował m.in. sześć symfonii (1955, 1960, 1965, 1968, 1990, 1995), koncerty: klarnetowy (1963), na obój i smyczki (1966), skrzypcowy (1967), na flet i smyczki (1968), fortepianowy (1970), trzy kwartety smyczkowe (1957, 1959, 1998), sonatę skrzypcową (1953), Symfonię kameralną na 14 instrumentów (1955), Concertino na flet, obój i trio smyczkowe (1959), Fantasy na wiolonczelę i fortepian (1960), dwie sonaty skrzypcowe (1960, 1973), Pastorale and Variations na kwintet dęty (1961), sonatę na flet i klawesyn (1962), Fantasy na flet, klarnet i fortepian (1965), trio fortepianowe (1967), sonatę klarnetową (1994).